# Andri Dzhelep
Andri Yaroslavovych Dzhelep (en ucraniano: Андрій Ярославович Джелеп; 23 de enero de 2000) es un deportista ucraniano que compite en lucha libre. Ganó dos medallas en el Campeonato Europeo de Lucha, en los años 2021 y 2025, ambas en la categoría de 61 kg.

## Palmarés internacional
| Campeonato Europeo | Campeonato Europeo      | Campeonato Europeo | Campeonato Europeo |
| Año                | Lugar                   | Medalla            | Categoría          |
| ------------------ | ----------------------- | ------------------ | ------------------ |
| 2021               | Varsovia (Polonia)      | Medalla de plata   | 61 kg              |
| 2025               | Bratislava (Eslovaquia) | Medalla de bronce  | 61 kg              |